# Supermarine Attacker
A Supermarine Attacker egy angol sugárhajtású vadászrepülőgép volt, melyet a Supermarine vállalat gyártott a Királyi haditengerészet Tengerészeti légihadserege (FAA) számára. Ez volt az FAA első sugárhajtású vadászgépe

## Tervezés és fejlesztés
Az Attacker fejlesztésére a Légügyi Minisztérium 1944. évi E.10 specifikációja alapján került sor. ("E" az experimental = kísérleti angol szó rövidítése.) A konstrukció felhasználta a Supermarine Spiteful dugattyús motoros vadászrepülőgép lamináris profillal rendelkező egyenes szárnyát, mely utóbbi repülőgépnek kellett volna felváltania a híres Supermarine Spitfire vadászgépet. Az Attackert úgy is hívták eredetileg, hogy "Sugárhajtású Spiteful". A repülőgépet ideiglenes vadászgép megoldásnak szánták a Királyi Légierő (RAF) számára, amíg egy másik repülőgép, amelyik szintén a Nene sugárhajtóművet használta, el nem készül. 1944. augusztus 30-án adtak fel megrendelést három prototípusra, ezekből a második és harmadik repülőgép-hordozóra alkalmas kivitelben kellett, hogy elkészüljön. További 24 sorozatgyártás előtti példányt is megrendeltek 1945. július 7-én, melyből hat a RAF-nak 18 pedig a haditengerészeti légierőnek volt szánva.
A Spiteful prototípus kezelési problémái a sugárhajtású változat fejlesztését is hátráltatta, és ez azt eredményezte, hogy a 24 gép gyártását leállították, de a három prototípuson tovább dolgoztak. Az eredeti tervekkel ellentétben a haditengerészet 18 darab de Havilland Vampire Mk 20 repülőgépet rendelt, hogy megkezdje a sugárhajtású gépek szolgálati kipróbálását. Végül a RAF lemondott mind a Spiteful, mind az Attacker tervéről, mivel egyik sem kínált jobb paramétereket a már hadrendbe állított Gloster Meteor és de Havilland Vampire vadászgépeknél. A Supermarine a projektet a flotta követelményeihez igazított változatára ajánlatot tett az Admiralitásnak is. A 392. jelű TS409 szériaszámú szárazföldi prototípus szállt fel először 1946. július 27-én Jeffrey Quill berepülőpilóta vezetésével.
Az Attacker egy sor hiányossággal küzdött, melyek többsége a kapkodó fejlesztésnek volt köszönhető. Az egyik ilyen a Spiteful farokkerekes futóművének megtartása volt, melyre azért került sor, mert elhúzódott azoknak a szerszámgépeknek a beszerzése, melyek lehetővé tették volna a szárny átalakítását és ezzel lehetővé vált volna orrkerekes futómű alkalmazása. A farokkerekes futóművel sokkal nehezebb volt repülőgép-hordozóra leszállni, a füves repülőtereken pedig a gép alacsonyan elhelyezkedő és lefelé irányuló fúvócsöve olyan mély barázdát fújt ki a talajból, hogy "három ember fekhetett bele".
Az első tengerészeti prototípus, a 398. jelű TS413 1947. június 17-én repült először Mike Lithgowval a pilótaülésben, három évvel a Meteor szűzrepülése után. Az FAA sorozatgyártásra 1949. novemberben adott megrendelést. Az első sorozatgyártású gép, az F 1 változat 1950-ben  állt készen, és az FAA-hoz 1951 augusztusában állt szolgálatba a 800 tengerészeti légiszázadnál. Az F 1 változat fegyverzete négy 20 mm-es Hispano-Suiza HS.404 gépágyúból állt egyenként 125 lőszerrel. Motorja egy Rolls-Royce Nene Mk. 101 gázturbinás sugárhajtómű volt.

## Szolgálatban

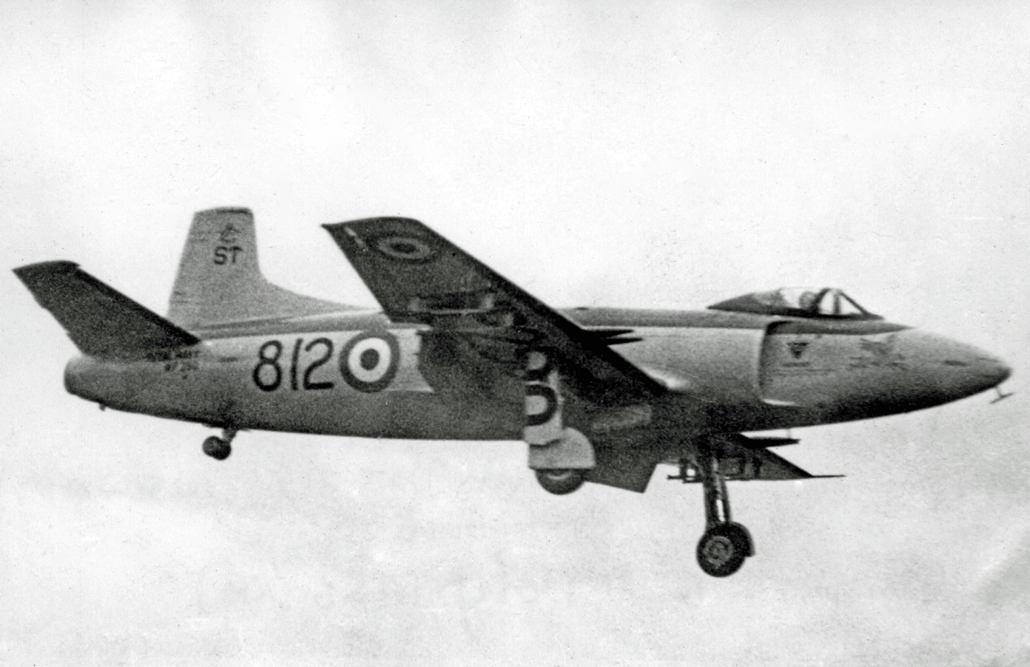
Az 1831. század Attacker FB.2 vadászbombázója leszáll az RNAS Stretton légibázisra 1956-ban

Az Attackernek rövid pályafutása volt a flottánál, egyáltalán nem szerepelt bevetésen és az első vonali szolgálatból 1954-ben kivonták. A Királyi Haditengerészet Önkéntes Tartalékánál még 1957-ig használták. Az Attackert a bevetésre kész századoknál a későbbi és sokkal hatékonyabb Hawker Sea Hawk és de Havilland Sea Venom vadászrepülőgép váltotta fel. 1952 és 1953 között 36 Attackert a pakisztáni légierőnek adtak el, ahol az 1960-as évekig volt szolgálatban.

## Változatok
A legtöbb változat az FAA számára készült. Az FB 1 vadászbombázó változat volt, ami azon kívül, hogy földi célok támadására szánták, nem sokban különbözött az F 1 vadászgéptől. Az FB 2 volt a harmadik és utolsó változat, melyet az új Rolls-Royce Nene sugárhajtóművel szereltek fel és változtattak a sárkány szerkezetén is. Erre a típusra nyolc szárny alatti felfüggesztő konzol került, melyre két 454 kg-os bombát vagy nyolc nem irányítható rakétát lehetett függeszteni.

## Műszaki adatok (F 1)

### Méretek és tömeg
- Személyzet: 1 fő
- Hossz: 11,43 m
- Fesztáv: 11,25 m
- Magasság: 3,2 m
- Szárnyfelület: 21 m²
- Üres tömeg: 3826 kg
- Teljes tömeg: 5339 kg

### Hajtómű
- Hajtóművek száma: 1
- Típusa Rolls-Royce Nene gázturbinás sugárhajtómű
- Tolóereje: 22,2 kN

### Teljesítményadatok
- Legnagyobb sebesség: 950 km/h
- Hatótáv: 950 km
- Legnagyobb magasság: 13 700 m
- Emelkedési sebesség: 32,26 m/s

### Fegyverzet
- 4 db Hispano-Suiza HS.404 20 mm-es gépágyú